# Movilla Abbey

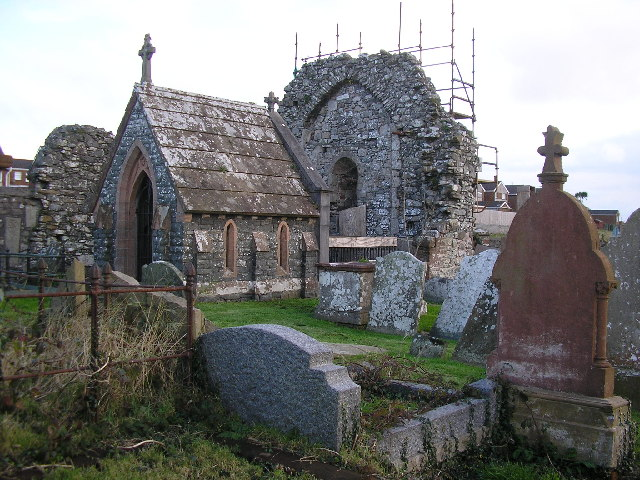
Reste der Augustinerkirche aus dem 15. Jahrhundert und Gräber

Movilla Abbey (irisch Mainistir Mhaigh Bhile, dt. Kloster der Ebene des markanten Baumes) ist eine von Finnian von Movilla gegründete Anlage der Iroschottischen Kirche im heutigen Newtownards, County Down, oberhalb des Strangford Lough, in Nordirland.

## Gründung und erste Jahre
Finnian von Movilla soll das Kloster um 540 mit Unterstützung des Königs Dál Fiatach gegründet und ausgebaut haben. Der Name lässt vermuten, dass an der Stelle der Klostergründung zuvor ein heidnisch verehrtes Baumheiligtum stand (im germanischen Raum z. B. die Donareiche oder die Irminsul).
Schon zu seinen Lebzeiten war Movilla zu einem der bedeutendsten Klöster ganz Irlands geworden, da Finnian hier eine Abschrift einer Vulgata-Bibel des Hieronymus aus Rom mitgebracht hatte. Es war zu der Zeit die einzige vollständige Bibelabschrift in Latein auf der irischen Insel. Finnian baute die Schule (unter dem Namen Druim Fionn) im Kloster aus.
Einer der ersten und zugleich der bedeutendste Schüler Finnians war Columban von Iona. Den Quellen nach soll Finnian Bischof von Movilla, St. Columban Diakon gewesen sein. Columbans erste Wunder soll er hier gewirkt haben. Columban soll in den 550er Jahren nach Movilla zurückgekehrt sein und heimlich in der Bibliothek von Movilla das Cathach, einen Psalter, abgeschrieben haben. Der Legende nach entzündete sich daran die „Schlacht des Buches“. Finnian von Movilla erhob gegen Columban Klage vor dem Hochkönig, der den vermeintlich ersten Urheberrechtsstreit zugunsten Finnians entschied. Columban aber zettelte daraufhin einen Aufstand an. Heute wird die Legende als Erfindung aus der Zeit des 16. Jahrhunderts bewertet. Im siebten Jahrhundert bat Papst Honorius I. die iroschottischen Bischöfe um Unterstützung gegen den Pelagianismus. Aus dieser Zeit sind die Bischöfe Cronan (oder Cromanus) und Colman aus Movilla überliefert. Die Grabungen auf der früheren Klosterfläche und der heutigen Movilla Road (1980/1981) brachten zahlreiche Fundstücke aus Glas, Metall und Keramik zum Vorschein, die zeigen, dass Movilla Abbey auch ein Zentrum des Handwerks war.

## Niedergang
Der Niedergang der Movilla Abbey begann mit den Dänenüberfällen von 823 und 825. Durch die Zerstörungen wurde es schließlich 910 mit der Bangor Abbey zusammengeschlossen, die ebenfalls erheblich unter den Raubzügen gelitten hatte. 1135 wurde das Kloster vom Heiligen Malachias in eine Augustinerabtei umgewandelt. Dennoch blieb Movilla Abbey arm. Im 15. Jahrhundert entstand noch eine steinerne Kirche. Wegen des geringen Besitzes hatten die regierenden Anglonormannen dennoch kein Interesse an den Klostergütern. Die Äbte wurden weiterhin aus der irischen Nobilität gestellt.
1542 wurde das Kloster auf Veranlassung Heinrichs VIII. aufgelöst. Um den elisabethanischen Soldaten keine militärischen Unterschlüpfe zu bieten, brannte Brian McPhelim O’Neill 1572 die Reste des Klosters – wie auch andere Klöster und Prioreien in Ards – nieder.
1886 wurde eine große Steinplatte gefunden, die als Taufstein interpretiert wurde. Die Zuordnung ist auf Grund der geringen Ornamentik weiterhin umstritten.

## Movilla Abbey heute
Von dem einstigen Kloster Finnians finden sich keine baulichen Reste mehr. Von der Augustinerkirche aus dem 15. Jahrhundert stehen noch die beiden Giebel. Das Klostergelände wurde ab dem 17. Jahrhundert als Friedhof genutzt. Hier finden sich noch das Grab der Family Corry in Gestalt eines dorischen Tempels und das Mausoleum der Parr-Familie. Bekannte begrabene Personen sind der hochgeehrte Weltkriegsveteran Robert Blair Mayne (gestorben 1955) und die Jazzsängerin Ottilie Patterson (Gestorben 2011).
Das Klostergelände kann von der Movilla Road über den Friedhof erreicht werden. Es ist als State Monument unter der Kennziffer „DOW 006:013“ eingetragen und so gekennzeichnet.